# Pereshgaft
Pereshgaft (persiska: پير اِشكَفت, پير اَشكان, دِه بُزُرگِ پِرِشكَفت, Pīr Eshkaft, پرشگفت) är en ort i Iran.   Den ligger i provinsen Kohgiluyeh och Buyer Ahmad, i den centrala delen av landet, 600 km söder om huvudstaden Teheran. Pereshgaft ligger 1 813 meter över havet och antalet invånare är 229.
Terrängen runt Pereshgaft är huvudsakligen kuperad. Pereshgaft ligger nere i en dal. Runt Pereshgaft är det ganska tätbefolkat, med 70 invånare per kvadratkilometer. Närmaste större samhälle är Chītāb, 10,5 km norr om Pereshgaft. Omgivningarna runt Pereshgaft är i huvudsak ett öppet busklandskap.